# Hunt (film)
Pour les articles homonymes, voir Hunt.
Pour plus de détails, voir Fiche technique et Distribution.
Hunt (hangeul : 헌트 ; RR : Heonteu ; litt. « Chasse ») est un film sud-coréen réalisé par Lee Jung-jae, sorti en 2022.
Il s'agit de son premier long métrage.
Il est sélectionné hors compétition dans la catégorie Séances de minuit au festival de Cannes, en mai 2022,.

## Synopsis
En 1980, le président Park est assassiné et le pouvoir appartient à nouveau à l'armée. La Corée du Nord tient à prendre la Corée du Sud : elle y envoie un espion. Park Pyeong-Ho (Lee Jung-jae) et Kim Jung-Do (Jung Woo-sung), deux membres importants du National Intelligence Service (NIS) ont mission pour traquer cet espion. Plus les deux agents enquêtent, plus ils vont découvrir des secrets menaçant de faire basculer l’Histoire du pays…

## Fiche technique
Sauf indication contraire ou complémentaire, les informations mentionnées dans cette section peuvent être confirmées par les bases de données KMDb
- Titre original : 헌트
- Titre international : Hunt
- Réalisation : Lee Jung-jae
- Scénario : Jo Seung-hee et Lee Jung-jae
- Musique : Jo Yeong-wook
- Décors : Park Il-hyun
- Costumes : Choe Yun-seon et Jo Sang-gyeong
- Photographie : Lee Mo-gae
- Son : Kim Chang-seop
- Montage : Kim Sang-bum
- Production : Han Jae-duk et Lee Jung-jae
- Sociétés de production : Sanai Pictures ; Artist Studio
- Société de distribution : Megabox
- Budget : 20 milliards de won[5]
- Pays de production :  Corée du Sud
- Langue originale : coréen
- Format : couleur
- Genre : thriller
- Durée : 131 minutes
- Dates de sortie :
  - France : 19 mai 2022 (Festival de Cannes)[2] ; 3 mai 2023 (DVD)[4]
  - Corée du Sud : 10 août 2022

## Distribution
- Lee Jung-jae (VF : Constantin Pappas) : Park Pyeong-ho
- Jung Woo-sung (VF : Marc Saez) : Kim Jeong-do
- Jeon Hye-jin (VF : Isabelle Marin) : Bang Joo-kyeong
- Heo Sung-tae (VF : Gilles Morvan) : Jang Cheol-seong
- Go Youn-jung : Jo Yoo-jeong
- Kim Jong-soo (VF : François-Éric Gendron) : le directeur Ahn
- Jung Man-sik (VF : Hubert Drac) : l'agent Yang Bo-seong
- Kang Kyung-heon : l'épouse de Kim Jeong-do
- Park Seong-woong : l'agent de Tokyo 1 (caméo)
- Jo Woo-jin : l'agent de Tokyo 2 (caméo)
- Kim Nam-gil : l'agent de Tokyo 3 (caméo)
- Ju Ji-hoon : l'agent de Tokyo 4 (caméo)
- Hwang Jeong-min : l'inspecteur Lee (caméo)
- Lee Sung-min (VF : Mathieu Buscatto) : Cho Won-sik (caméo)
- Yoo Jae-myung (VF : Hervé Caffin) : le directeur Choi (caméo)

 Source et légende : version française (VF) sur RS Doublageet carton du générique.

## Production

### Développement
En 2017, Lee Jung-jae décide d'interpréter le rôle principal du film ayant pour titre provisoire Namsan, mais annule tout avant le tournage pour de raisons inconnues : il réécrit le scénario pendant quatre ans, puis tient à le réaliser, d'y jouer et de le co-produire,.

### Attribution des rôles
En juillet 2020, les acteurs Lee Jung-jae et Jung Woo-sung se retrouvent, 21 ans après avoir joué ensemble dans le film City of the Rising Sun (태양은 없다, 1998) de Kim Seong-su, pour interpréter les rôles principaux, Park Pyeong-ho, membre du National Intelligence Service (NIS), et Kim Jeong-do, son collègue et rival.
En mars 2021, Jeon Hye-jin est choisie pour le rôle de Bang Joo-kyeong, collaboratrice de Park Pyeong-ho, ainsi que Go Yoon-jung rejoignant l'équipe. En juillet de la même année, Ju Ji-hoon, Jung Man-sik, Kim Nam-gil, Jo Woo-jin et Park Sung-woong sont également engagés. En septembre, Heo Sung-tae est confirmé pour le rôle de Jang Cheol-seong.

### Tournage
Le tournage a lieu entre le 8 mai et le 13 novembre 2021,, à Séoul (Corée du Sud) et Tokyo (Japon).

## Accueil

### Festival et sortie
Hunt est sélectionné hors compétition dans la catégorie  Séances de minuit au festival de Cannes, en mai 2022. Il sort le 10 août 2022 dans les salles obscures en Corée du Sud.

## Distinctions

### Récompenses
- Blue Dragon Film Awards 2022[19] :
  - Meilleur réalisateur débutant pour Lee Jung-jae
  - Meilleure photographie et lumière pour Lee Mo-gae et Lee Sung-hwan
  - Meilleur montage pour Kim Sang-beom

- Buil Film Awards 2022 : meilleur réalisateur débutant pour Lee Jung-jae[20]

- Grand Bell Awards 2022 : meilleur éclairage pour Lee Seong-hwan[21]

- Korean Association of Film Critics Awards 2022[22] :
  - Meilleur réalisateur débutant pour Lee Jung-jae
  - Meilleur acteur pour Jung Woo-sung
  - Meilleure actrice dans un second rôle pour Jeon Hye-jin
  - Meilleur acteur dans un second rôle pour Jo Woo-jin

### Nominations et sélection
- Blue Dragon Film Awards 2022[23] :
  - Meilleur film
  - Meilleur acteur pour Jung Woo-sung
  - Meilleure actrice dans un second rôle pour Jeon Hye-jin
  - Meilleure actrice débutante pour Go Youn-jung
  - Meilleur scénario pour Cho Seung-hee et Lee Jung-jae
  - Meilleure musique pour Jo Yeong-wook
  - Meilleurs décors pour Park Il-hyan

- Buil Film Awards 2022[24] :
  - Meilleur acteur pour Jung Woo-sung
  - Meilleur acteur dans un second rôle pour Heo Sung-tae
  - Meilleure actrice dans un second rôle pour Jeon Hye-jin
  - Meilleure actrice débutante pour Go Youn-jung
  - Meilleur scénario pour Cho Seung-hee et Lee Jung-jae
  - Meilleurs décors pour Park Il-hyan

- Festival de Cannes 2022 : Séances de minuit, « hors compétition »

- Grand Bell Awards 2022[21] :
  - Meilleur film
  - Meilleur réalisateur débutant pour Lee Jung-jae
  - Meilleur acteur pour Jung Woo-sung
  - Meilleure actrice dans un second rôle pour Jeon Hye-jin
  - Meilleure actrice débutante pour Go Youn-jung
  - Meilleur scénario pour Cho Seung-hee et Lee Jung-jae
  - Meilleure photographie pour Lee Mo-gae
  - Meilleur montage pour Kim Sang-beom
  - Meilleurs décors pour Park Il-hyan
  - Meilleurs costumes pour Jo Sang-kyung et Choi Yun-seon
  - Meilleure musique pour Jo Yeong-wook